# Mrs. Bric
Mrs. Bric (Mrs. Potts) è un personaggio immaginario del film Disney La bella e la bestia del 1991 e delle opere derivate. Nella versione originale, ha la voce di Angela Lansbury, mentre nella versione italiana di Isa Di Marzio. Nelle produzioni successive al film del 1991 (anche per via della morte della doppiatrice) viene doppiata da Alina Moradei, voce italiana ufficiale della Lansbury. Compare anche nel film del 2017 dove è doppiata da Emanuela Rossi nei dialoghi e da Giò Giò Rapattoni nel canto.

## Caratteristiche
Miss. Bric è il capo della cucina e governante del castello, e ha un'atmosfera affettuosa e materna. Quando la Fata maledice la Bestia e tutti coloro che abitano nel suo castello, Mrs. Bric viene trasformata in una teiera. 
È buona amica degli altri servitori del castello, in particolare Lumière e Tockins. 
Ha un figlio di nome Chicco (Chip nella versione originale), che è stato trasformato in una tazzina a causa dell'incantesimo. Nel castello vi sono molte altre tazzine, e Mrs. Bric si riferisce ad essi come i fratelli e le sorelle di Chicco, ma questa è solo una metafora. Essendo una madre, può essere molto gentile e premurosa, ma anche severa e senza fronzoli. A differenza di Tockins e Lumière, non ha stranezze fastidiose e agisce come la voce della ragione tra i suoi colleghi. Inoltre, a quanto pare, Mrs. Bric teme di meno la Bestia, poiché non esiterà a disobbedire a uno dei suoi ordini severi se ciò significa prendersi cura di qualcuno che ha bisogno.
È sempre attenta per altre persone, e dispensa sempre consigli agli altri protagonisti, incoraggiando la Bestia a comportarsi gentilmente con Belle, e quest'ultima a dare un'opportunità alla Bestia. Come accennato in precedenza, Mrs. Bric è molto gentile e spesso pacata. Con grande pazienza, tratta l'idea di "innamorarsi" come una questione estremamente delicata e sensibile, a differenza di Lumière, che inizialmente credeva che Belle e Bestia potessero innamorarsi e spezzare l'incantesimo in poche ore. È anche molto comprensiva nei confronti di Belle.
Mrs. Bric è anche dotata di una bellissima voce, che usa per cantare la canzone La Bella e la Bestia (Beauty and the Beast), che è anche il tema principale del film.
Angela Lansbury, nota per aver interpretato molti personaggi spregevoli durante la sua carriera a Broadway, ha notato che all'indomani del suo ruolo cinematografico come Mrs. Bric, i bambini non si nascondevano più dietro i genitori per paura quando erano intorno a lei, e invece la trattavano come un'eroina.
Mrs. Bric è interpretata da Emma Thompson nella versione live-action del 2017. Durante la battaglia finale, riconosce un vasaio che si scopre essere suo marito dimenticato tra gli abitanti del villaggio che prendono d'assalto il castello e si riunisce con lui dopo che si è trasformata di nuovo in umana. Viene quindi rivelato che il suo nome di battesimo è Beatrice. Questa versione di Mrs. Bric è molto più giovane della sua controparte del 1991.

## Film
Nella sua prima apparizione, aiuta Maurice a mettersi a proprio agio. In seguito, aiuta a confortare Belle quando viene costretta a rimanere al castello in cambio della libertà di suo padre. Mrs. Bric cerca anche di aiutare la Bestia a cercare di diventare più civile con Belle, anche se gli sforzi vanno in pezzi quando Belle si rifiuta di venire a cena. Più tardi, Mrs. Bric intrattiene Belle mentre cena. Quando la Bestia viene ferita, cerca di curare le sue ferite con Belle. 
Dopo aver appreso che ci sono invasori in arrivo al castello, cerca di convincere la Bestia a fare qualcosa, ma lui rifiuta, ancora depresso per la partenza di Belle. Successivamente partecipa alla battaglia del castello facendo versare il liquido caldo sugli abitanti del villaggio con il resto dei piatti.

## Altre apparizioni
Mrs. Bric è apparsa anche nel midquel, uscito solo per l'home video, La bella e la bestia: Un magico Natale (1997), in cui viene raccontato il Natale trascorso da Belle al castello della Bestia. È proprio Mrs. Bric la narratrice delle vicende.
È anche comparsa nel film d'animazione midquel del film originale Il mondo incantato di Belle, in Pocahontas II - Viaggio nel nuovo mondo (1998) e nella serie televisiva House of Mouse - Il Topoclub (2001-2004).
Mrs. Bric è anche un personaggio di contorno nel videogioco Kingdom Hearts II per PlayStation 2 (2006), nel mondo del Castello della Bestia. Essa è stata rinchiusa dalla Bestia insieme agli altri servitori nei sotterranei del castello, e Sora, Paperino e Pippo devono liberarla. Appare anche nel remake Kingdom Hearts HD 2.5 ReMIX (2013)
Mrs. Bric viene citata nel film per la televisione di Disney Channel Descendants 2 da Ben (il figlio della Bella e la Bestia, interpretato da Mitchell Hope) che paragona la colazione che la sua fidanzata Mal (figlia di Ade e Malefica, interpretata da Dove Cameron) gli ha fatto a quella che gli fa Mrs. Bric.